# Premiile „Ioan Chirilă”
Premiile „Ioan Chirilă” sunt recompense acordate jurnaliștilor, pentru promovarea excelenței în presa sportivă.

## Personalitatea lui Ioan Chirilă
Ioan Chirilă s-a născut la data de 25 octombrie 1925, în Ismail, o localitate din sudul Basarabiei, ce aparține în prezent Ucrainei. Tatăl său, Ștefan G. Chirlov era agricultor și industriaș de etnie lipoveană, primar și președinte al Băncii Populare din comuna Cairaclia (jJudețul Ismail), decorat cu Meritul Comercial Clasa I, Ordinele Coroana României și Steaua României în Gradul de Cavaler. Mama sa, Caliopi Alaman, era originară din Grecia, familia ei fiind venită în România din Insula Andros.
La vârsta de 15 ani, în anul 1940, Ioan Chirilă a trecut Dunărea, împreună cu familia sa, stabilindu-se la Galați, apoi la Brăila, unde a absolvit liceul. S-a înscris la Facultatea de Drept din București, pe care a absolvit-o în anul 1949.
Din anul 1951 a lucrat ca redactor sportiv la Editura Uniunii de Cultură Fizică și Sport, pentru ca din anul 1959 să activeze ca jurnalist la cotidianul Sportul popular, redenumit Sportul - transformat după Revoluție în Gazeta Sporturilor. La Gazetă, Ioan Chiriă a îndeplinit pe rând funcțiile de redactor (1959-1961), șef de rubrică (1961-1971), publicist comentator (1971-1978), șef de secție (1978-1993), director general (1993-1999). Din anul 1997 a lucrat ca senior editor la cotidianul Pro Sport.
În anii '70, a deținut o rubrică permanentă în calitate de comentator la Radiodifuziunea Română .
Ioan Chirilă, cunoscut sub porecla de "Nea Vanea", este autorul a 27 de volume de publicistică închinate unor sportivi sau evenimente sportive, scrise într-un stil colorat, original (Șepcile roșii, World Cup ’66, Argentina etc.) Cărțile sale au fost editate în tiraje foarte mari, cartea Nadia de exemplu vânzându-se în 300.000 de exemplare. A participat la nouă turnee finale ale Campionatului Mondial de Fotbal și la două ediții ale Jocurilor Olimpice de vară.
Celebrul cronicar sportiv s-a stins din viață la data de 21 noiembrie 1999.
"Da, am alergat și eu Maratonul. Cu precizarea că a fost o goană neîntreruptă. De cele mai multe ori, maratonul meu a durat 42 de ani, și nu 42 de kilometri, în criza de timp alergând pe pista aeroporturilor... Ilie Năstase, Nadia Comaneci, Dobrin... Fără ei, maratonul meu ar fi fost unul oarecare... "  
(Ioan Chirilă)

### Premiile “Ioan Chirilă”
CAMPIONII PRESEI SPORTIVE
Excelența în presa sportivă nu putea purta decât un singur nume: Ioan Chirilă. La șase ani și o săptămână de la trecerea sa în eternitate, marele ziarist a revenit, într-un fel, printre noi: atunci a luat viață prima gală a Premiilor care îi poartă numele. Ateneul Român a trăit, pentru o seară, din amintirea maestrului - din amintirea lui și din operele celor mai buni jurnaliști sportivi ai momentului. Gala premiilor “Ioan Chirilă”, a fost organizată de Iarina Demian și Tudor Chirilă, soția și fiul cronicarului, cu scopul declarat de a fixa breslei standardul de performanță pierdut după încetarea din viață a lui Ioan Chirilă.
“Cel care va câștiga marele premiu sper să fie un ziarist despre care tatăl meu să fi putut spune: «Ăsta are ceva din mine!»" 
Tudor Chirilă, fiul jurnalistului

## Nominalizări 2006

### Presa scrisă

#### Propuși pentru Marele premiu
- Cătălin Tolontan – propus de către Antena 1, Pro TV și TV Sport, Jurnalul Național, Eurosport, România Liberă, Național TV, TVR, Realitatea TV
- Grigore Cartianu – propus de către Telesport și Evenimentul zilei
- Andrei Vochin – Europa Fm, Gazeta Sporturilor
- Cristian Geambașu - propus de Gazeta Sporturilor
- Decebal Rădulescu- Gazeta Sporturilor
- Radu Paraschivescu- propus de Fundația artEST
- Ion Cupen – nominalizat de către Radio România Actualități

#### Nominalizații la categoria “reporterul anului”
- Andrei Nourescu – nominalizat de către Antena 1, Telesport, Eurosport și Gazeta Sporturilor
- Marius Mărgărit – Pro TV și TV Sport și Gazeta Sporturilor
- Mihai Igiroșanu- propus de către Jurnalul Național
- Liviu Iolu – Evenimentul zilei
- Decebal Rădulescu – nominalizat de către România Liberă, Gazeta Sporturilor și Fundația artEST
- Alexandru Enciu – Național TV
- Octavian Cojocaru – Europa FM
- Dan Udrea – Realitatea TV, Fundația artEST, Radio România Actualități
- Mirela Băsescu – Cotidianul
- Daniel Conțescu – Fundația artEST

#### Editorialistul anului- nominalizați
- Cătălin Tolontan – propus de Antena 1
- Radu Paraschivescu – nominalizat de către Telesport, Pro TV și TV Sport, Evenimentul zilei și Fundația artEST
- Andrei Vochin – Jurnalul Național și România Liberă
- Radu Banciu – Eurosport
- Tudor Octavian – Național TV
- Dan Filoti – Europa FM
- Cristian Geambașu – nominalizat de către Gazeta Sporturilor și TVR
- Adrian Georgescu  - TVR
- Traian Ungureanu – Realitatea TV, Gazeta Sporturilor, Cotidianul
- Maria Andrieș – Gazeta Sporturilor, Fundația artEST
- Ion Cupen – Radio România Actualități

#### Nominalizații pentru fotoreporterul anului
- Cristi Preda – nominalizat de către Antena 1, Pro TV și TV Sport, Evenimentul zilei, Eurosport, TVR, Gazeta Sporturilor, Fundația artEST
- Gabriela Arsenie – Telesport, România Liberă, Național TV, Europa FM, TVR, Gazeta Sporturilor, artEST, Radio România Actualități
- Marin Raica – Jurnalul Național
- Alex Nicodim – Realitatea TV și Gazeta Sporturilor
- Mircea Restea – Cotidianul

Au fost propuse nominalizări suplimentare de către organizatorii Premiilor “Ioan Chirilă”, datorită retragerii unor nominalizați; au fost propuși: Octavian Cocoloș (Evenimentul zilei), Răzvan Păsărică (free-lancer) și Cristian Nistor (Rompres).

### TV

#### Comentatorul anului
- Felix Drăghici – Antena 1, Gazeta Sporturilor
- Dragoș Borchină – Telesport
- Costi Mocanu – Pro TV și TV Sport
- Emil Grădinescu – propus de către Radio România Actualități, Jurnalul Național, Gazeta Sporturilor, Fundația artEST
- Emanuel Terzian -  Evenimentul zilei
- Radu Naum + Radu Banciu – Realitatea TV, Eurosport, România Liberă, Cotidianul, Radu Banciu mai fiind nominalizat la această categorie și de către Fundația artEST și TVR
- Dan Cornel Ștefănescu – Național TV
- Bogdan Cosmescu – Europa FM și TVR
- Mihai Mironică – Gazeta Sporturilor
- Vadim Vâjeu – Fundația ArtEST

### Radio

#### Comentatorul anului
- Cătălin Cârnu – Antena 1, Jurnalul Național, Gazeta Sporturilor, Fundația artEST
- Mugur Corpaci – Telesport, România Liberă
- George Trandafir – PRO TV și TV Sport
- Radu Antofi – Eurosport, Național TV, Europa FM, TVR
- Adrian Soare – TVR, Realitatea TV, Fundația artEST și Radio România Actualități
- Răzvan Apostolescu – Cotidianul

### Premiul special pentru carte
La secțiunea “Premiul special pentru carte” a fost propus Gh. Nicolaescu, cu Luceștii, de către Telesport, Evenimentul zilei, România Liberă, Europa FM, Gazeta Sporturilor, Fundația artEST și Radio România Actualități. Acest premiu nu s-a acordat însă, deoarece în competiție nu a intrat decât o singură carte.

## Laureații Premiilor Ioan Chirilă, ediția a II-a
- Marele Premiu - Cronicarul Anului - Grigore Cartianu
- Cel mai bun reporter - Liviu Iolu
- Cel mai bun editorialist - Radu Paraschivescu
- Cel mai bun fotoreporter - Răzvan Păsărică
- Cel mai bun comentator radio - Adrian Soare
- Cel mai bun comentator TV - Radu Naum
- Sportivul anului - Marian Drăgulescu
- Talentul anului - Răzvan Prepeliță

## Nominalizări 2007

### Nominalizații la categoria “Ziaristul anului”
- Maria Andrieș –  Fundația artEST, Emeric Jenei, Radu Cosașu
- Dan Filotti – 7PLUS, Adevărul, Fanatik, Gândul, INFOPRO, Pro TV și SPORT.RO
- Octavian Stăncioiu – Agenda
- Andrei Vochin – Antena 1, Europa FM, Jurnalul Național, Răzvan Lucescu
- Cătălin Tolontan – Eurosport, Evenimentul zilei, Gazeta de Sud, Hotnews, Național TV, NewsIn, Ziarul de Iași, Ilie Năstase, Mădălin Voicu, Radio Guerrilla, Realitatea TV
- Lucian Lipovan – Fotbal Vest
- Amir Kiarash – Libertatea
- Radu Paraschivescu – Prezenta
- Dorin Chiotea – Radio Constanța
- Adrian Georgescu – România Liberă
- Cristian Geambașu – Rompres, TVR, Ivan Patzaichin
- Ovidiu Ioanițoaia – Mircea M. Ionescu, Octavian Belu

### Editorialistul anului
- Adrian Georgescu – artEST, 7PLUS, Antena 1, Europa FM, Eurosport, Evenimentul zilei, Radio Guerrilla, Rompres
- Lucian Lipovan – INFOPRO
- Cristian Geambașu – artEST, Realitatea TV, Radu Cosașu
- Ion Cupen – Adevărul, NewsIn, Mircea M. Ionescu
- Andrei Vochin – Agenda, Jurnalul Național
- Traian Ungureanu – Cotidianul
- Maria Andrieș – Fanatik, Radio Constanța, Ziarul de Iași, Mădălin Voicu, Răzvan Lucescu
- Radu Paraschivescu – Fotbal Vest
- Radu Naum – Gândul
- Daniel Nanu – Gazeta de Sud, Libertatea
- Răzvan Ioan Boanchiș – Hotnews
- Marius Geantă – Mediafax
- Alin Buzarin – Național TV
- Viorel Moțoc – Prezent
- Radu Cosașu – Pro Tv și SPORT.RO, Emeric Jenei
- Tudor Octavian – România Liberă
- Dan Filotti – TVR, Ilie Năstase
- Răzvan Ionașcu – Ivan Patzaichin
- Cătălin Tolontan – Octavian Belu

### Reporterul anului
- Daniel Conțescu – artEST
- Roxana Maha – Hotnews, Mediafax
- Dan Udrea – Fundația artEST, Evenimentul zilei, Fanatik, Fotbal Vest, NewsIn, Realitatea TV, Rompres, Ziarul de Iași, Mădălin Voicu, Radu Cosașu
- Sorin Anghel – 7PLUS
- Adrian Epure – Adevărul
- Răzvan Rotaru – Antena 1
- Dorin Focșăneanu – Cotidianul
- Octavian Cojocaru – Europa FM, Prezent, Ilie Năstase
- Andrei Nourescu – Eurosport, Mircea M. Ionescu
- Doina Goanta – INFOPRO
- Leo Badea – Gândul
- Viorel Tudorache – Gazeta de Sud
- Ovidiu Drăgan – Jurnalul Național
- Florin Marian – Libertatea
- Cristian Geambașu – Emeric Jenei
- Maria Andrieș – Octavian Belu
- Andru Nenciu – Național TV
- Dan Filotti – Pro TV și SPORT.RO, Răzvan Lucescu
- Roxana Lupea – Radio Constanța
- Florin Dobre – Radio Guerrilla
- Decebal Rădulescu – România Liberă
- Mirela Neag – TVR
- Luminița Paul – Ivan Patzaichin

### Fotoreporterul anului
- Alex Nicodim – propus de către Fundația artEST, 7PLUS, Cotidianul, Evenimetul zilei, Fanatik, Gazeta de Sud, Hotnews, INFOPRO, Jurnalul Național, Național TV, News In, Prezent, Pro TV și SPORT.RO, Radio Guerrilla, Realitatea TV, Ilie Năstase
- Branco Vuin – artEST, Fotbal Vest
- Cosmin Motei – Adevărul
- Adrian Pâclișan – Agenda
- Cătălin Abagiu – Antena 1
- Gabriela Arsenie – Europa FM, Ivan Patzaichin, Mădălin Voicu, Radu Cosașu, Răzvan Lucescu
- Dan Beșliu – Eurosport
- Cristi Preda – Gândul, Radio Constanța, România Liberă, Rompres, Ziarul de Iași, Emeric Jenei
- Grigore Popescu – Libertatea
- Răzvan Păsărică – Mediafax
- Pamfil Pascal – Octavian Belu

### Comentatorul radio al anului
- Cătălin Cârnu – artEST, Antena 1, Fotbal Vest, Jurnalul Național, Mediafax, Național TV, News In, Prezent, Pro TV și SPORT.RO, Radio Constanța, Ziarul de Iași
- Radu Antofi – artEST, Europa FM, Hotnews, Libertatea, Rompres, Ilie Năstase
- Dan Dumitrescu – 7PLUS
- Adrian Soare – Adevărul, Cotidianul, INFOPRO, Radio Guerrilla, Realitatea TV, Emric Jenei
- Nicolae Secoșan – Agenda, Mădălin Voicu
- Gabi Safta – Eurosport, Fanatik, Ivan Patzaichin
- Adrian Fetecău – Evenimentul zilei
- Mugur Corpaci – Gândul, România Liberă
- Gabriel Balica – Gazeta de Sud
- Bogdan Cosmescu – Octavian Belu

### Comentatorul TV al anului
- Mircea M. Ionescu – artEST
- Emil Gradinescu – Fundația artEST, Cotidianul, Jurnalul Național, Național TV, Pro TV și SPORT.RO, Rompres, Radu Cosașu
- Vadim Vîjeu – 7PLUS
- Bogdan Cosmescu – Adevărul, Europa FM, Realitatea TV, Ziarul de Iași, Ilie Năstase, Ivan Patzaichin
- Felix Drăghici – Antena 1, Eurosport, Fanatik, Gândul, INFOPRO
- Mihai Mironică – Evenimentul zilei, Hotnews, Prezent
- Radu Banciu – Fotbal Vest, TVR
- Radu Naum – Gazeta de Sud, România Liberă, Octavian Belu
- Andrei Comșa – Libertatea
- Andi Villara – Mediafax
- Vlad Enăchescu – Mădălin Voicu
- Emil Hossu- Longin  - NewsIn
- Alina Alexoi – Radio Constanța
- Costi Mocanu – Radio Guerrilla
- Andrei Vochin – Emeric Jenei
- Cosmin Băleanu – Răzvan Lucescu

### Sportivul anului
- Dorinel Munteanu – Fundația artEST, Prezent
- Adrian Mutu – 7PLUS, Adevărul, Antena 1, Europa FM, Evenimentul zilei, Gândul, Gazeta de Sud, Hotnews, INFOPRO, Mediafax, Național TV, NewsIn, Radio Constanța, Realitatea TV, Rompres, Radu Cosașu, Răzvan Lucescu
- Steliana Nistor – Agenda, Cotidianul, Eurosport, Fotbal Vest, Jurnalul Național, Ziarul de Iași
- Dorin Goian – Fanatik, Mădălin Voicu
- Alina Dumitru – Jurnalul Național
- Ioana Raluca Olaru (tenis) – Libertatea
- Luminița Hutupan – Pro TV și SPORT.RO
- Echipa națională de rugby a României pentru eseul înscris împotriva Noii Zeelande – Radio Guerrilla
- Lucian Bute – România Liberă: Echipa de hadbal feminine Oltchim Râmnicu Vâlcea – TVR, Ilie Năstase, Octavian Belu
- Adrian Diaconu – Ziarul de Iași
- Echipa națională de polo – Emeric Jenei
- Iosif Chirilă și Andrei Cuculici (kaiac-canoe dublu) – Ivan Patzaichin

### Cartea anului
- Raport de cornere ( Alin Buzarin) – Adevărul, Fundația artEST, Național TV, Prezent, Emeric Jenei, Ivan Patzaichin, Mircea M. Ionescu, Octavian Belu, Radu Cosașu
- 60 de ani alb- violeți (Viorel Jurcuț, Marius Breazu, Constantin Jude) – Fotbal Vest, Agenda
- Eroi și jocuri populare, plus reeditare Manifestul fotbalist (Traian Ungureanu) – Cotidianul, Hotnews, TVR
- Emanuel Fântâneanu –Eurosport
- “100% CFR Centenarul unui vis” (Ciprian Rus, Cantor Zoltan) – Fanatik
- “Dincolo de scor” (Cristian Geambașu) – Gândul, NewsIn, Radio Guerrilla, Realitatea TV, Mădălin Voicu
- Radu Paraschivescu – Pro TV și SPORT.RO, Rompres

### Câștigătorii
- Ziaristul sportiv: Adrian Georgescu
- Editorialistul anului: Cristian Geambașu
- Reporterul anului: Roxana Maha
- Fotoreporterul anului: Alex Nicodim
- Comentatorul TV al anului: Bogdan Cosmescu
- Comentatorul radio al anului: Cătălin Cârnu
- Sportivul anului: Adrian Mutu

## Nominalizări 2008

### Marele premiu / Cel mai bun ziarist
- Alin Buzărin
- Andrei Vochin
- Cătălin Tolontan
- Dan Filoti
- Dan Udrea
- Maria Andries
- Radu Naum

### Editorialistul anului / Cel mai bun analist-comentator
- Alin Buzărin
- Andrei Crăciun
- Andrei Vochin
- Cristian Geambașu
- Ion Cupen
- Maria Andries
- Ovidiu  Ioanițoaia ( S-a retras din competiție )

### Reporterul anului / Cel mai bun autor de reportaje
- Alexandru Brădescu
- Andrei Nourescu
- Daniel Contescu
- Decebal Rădulescu
- Luminița Paul
- Răzvan Ionașcu

### Fotoreporterul anului
- Alex Nicodim
- Cosmin Motei
- Cristi Preda
- Florin Ardelean
- Gabriela Arsene
- Răzvan Păsărică

### Comentatorul radio al anului
- Adrian Soare
- Cătălin Cîrnu
- Gabi Safta
- Nicolae Secoșan
- Octavian Vintilă
- Radu Antohi
- Radu Banciu
- Tiberiu Tudor

### Comentatorul TV al anului
- Andi Vilara
- Bogdan Cosmescu
- Cosmin Băleanu
- Emil Grădinescu
- Felix Drăghici
- Mihai Mironică
- Radu Banciu
- Radu Naum
- Silviu Tudor Samuilă
- Sorin Hobana

### Câștigătorii
- Fotoreporterul anului - Alex Nicodim (Gazeta Sporturilor )
- Comentatorul TV al anului - Bogdan Cosmescu ( GSPTV )
- Comentatorul radio al anului - Adrian Soare (Radio România Actualități)
- Reporterul anului / Cel mai bun autor de reportaje - Andrei Nourescu (Pro Sport)
- Editorialistul anului  - Maria Andrieș (Gazeta Sporturilor )
- Cel mai bun ziarist - Cătălin Tolontan ( Gazeta Sporturilor )
- Distincția Sportivul anului a fost acordată Constantinei Diță Tomescu, iar Talentul anului a fost desemnat Alex Enășescu

## Nominalizări 2009

### Cel mai bun ziarist
- Cătălin Tolontan
- Mirela Neag

### Cel mai bun analist-comentator
- Adrian Georgescu
- Andrei Vochin
- Cătălin Tolontan
- Cristian Geambasu
- Maria Andries
- Octavian Tudor
- Radu Cosasu
- Radu Naum

### Cel mai bun autor de reportaje
- Andrei Nourescu
- Cătălin Tolontan
- Decebal Radulescu
- Luminita Paul

### Fotoreporterul anului
- Alex Nicodim
- Cosmin Motei
- Cristi Preda
- Gabriela Arsenie
- Mihai Stetcu
- Raed Krishan

### Comentatorul radio al anului
- Adrian Soare
- Catalin Carnu
- Gabi Safta
- Mugur Corpaci
- Radu Antofi
- Stefan Alecsiu

### Comentatorul TV al anului
- Bogdan Cosmescu
- Cosmin Baleanu
- Costi Mocanu
- Emil Gradinescu
- Felix Draghici
- Mihai Mironică
- Radu Banciu
- Radu Naum

### Sportivul anului
- Andrei Pavel
- Camelia Potec
- Constantin Popovici
- Cristi Chivu
- Daniela Dodean
- Eliza Samara
- Nicoleta Grasu
- Sorana Carstea

### Cartea anului
"Steaua, legenda unei echipe"

### Câștigătorii
- Ziaristul anului: Cătălin Tolontan și Mirela Neag
- Editorialistul anului: Adrian Georgescu
- Reporterul anului: Andrei Nourescu
- Fotoreporterul anului: Alex Nicodim
- Comentatorul radio al anului: nu s-a acordat
- Comentatorul tv al anului: Bogdan Cosmescu
- Sportivul anului: Marian Drăgulescu
- Talentul anului: Mihai Călin